# Katedra w Växjö

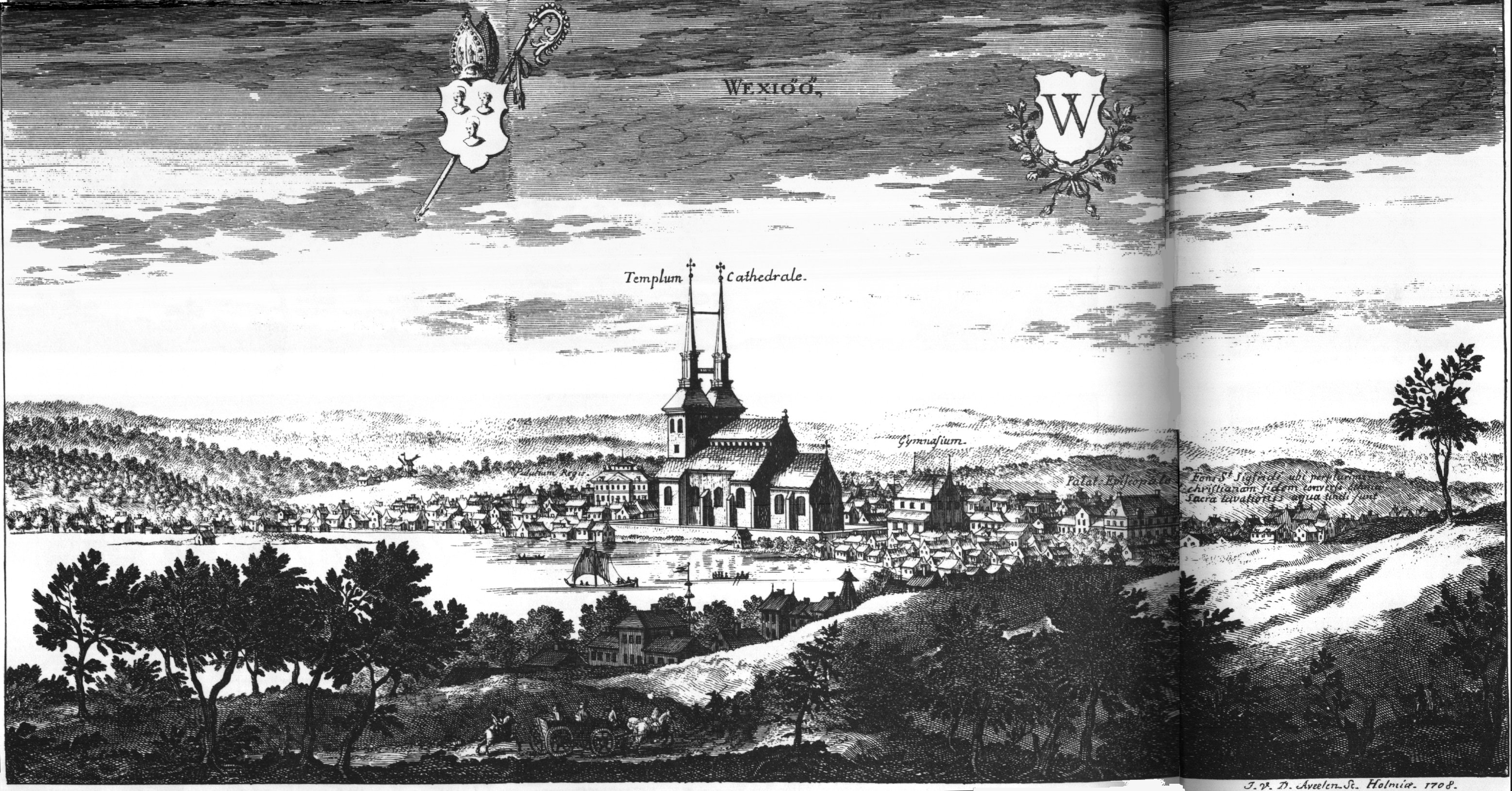
Katedra w Växjö pod koniec XVII w. według drzeworytu Erika Dahlbergha Suecia Antiqua et Hodierna.

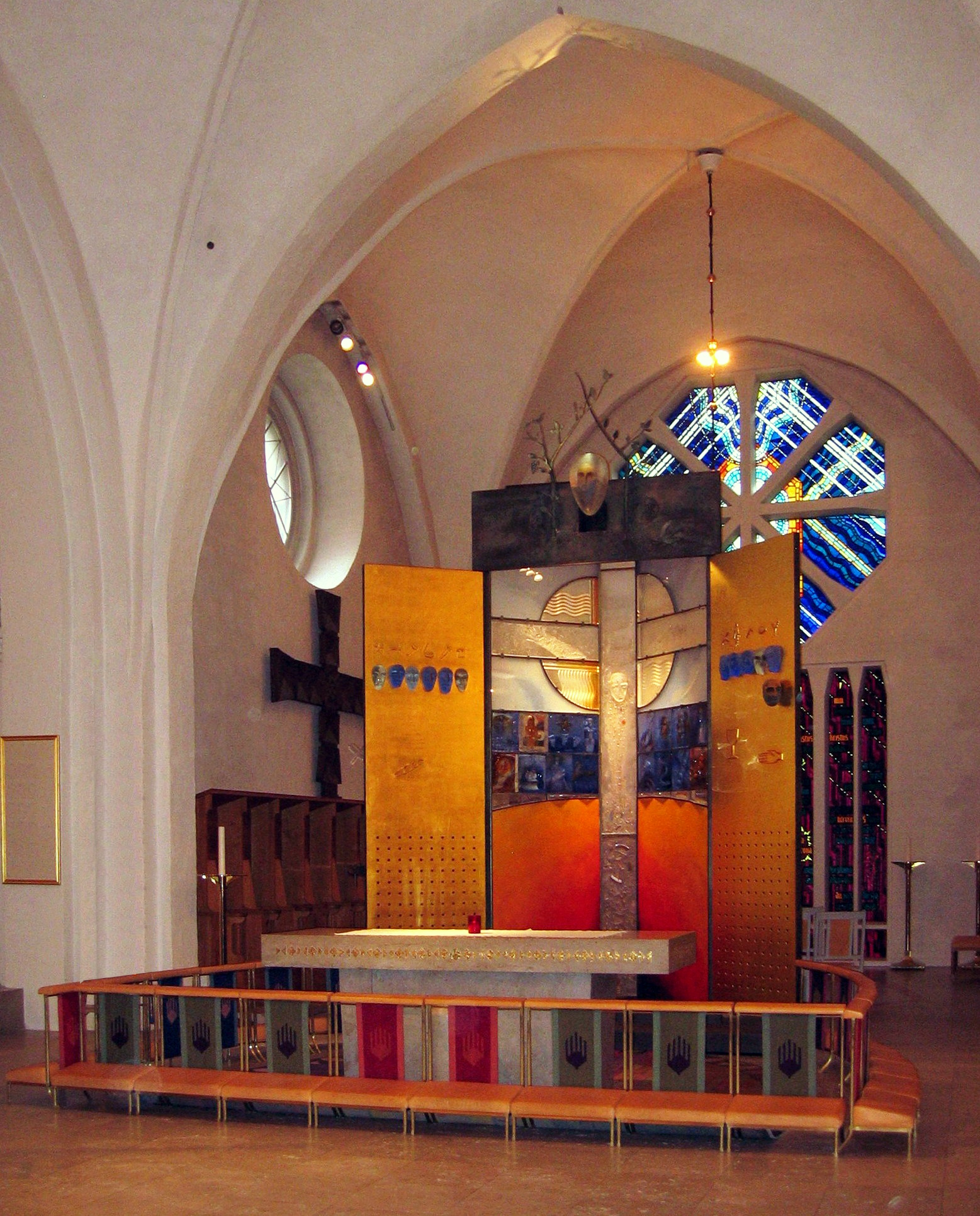
Nowoczesna nastawa ołtarzowa w katedrze

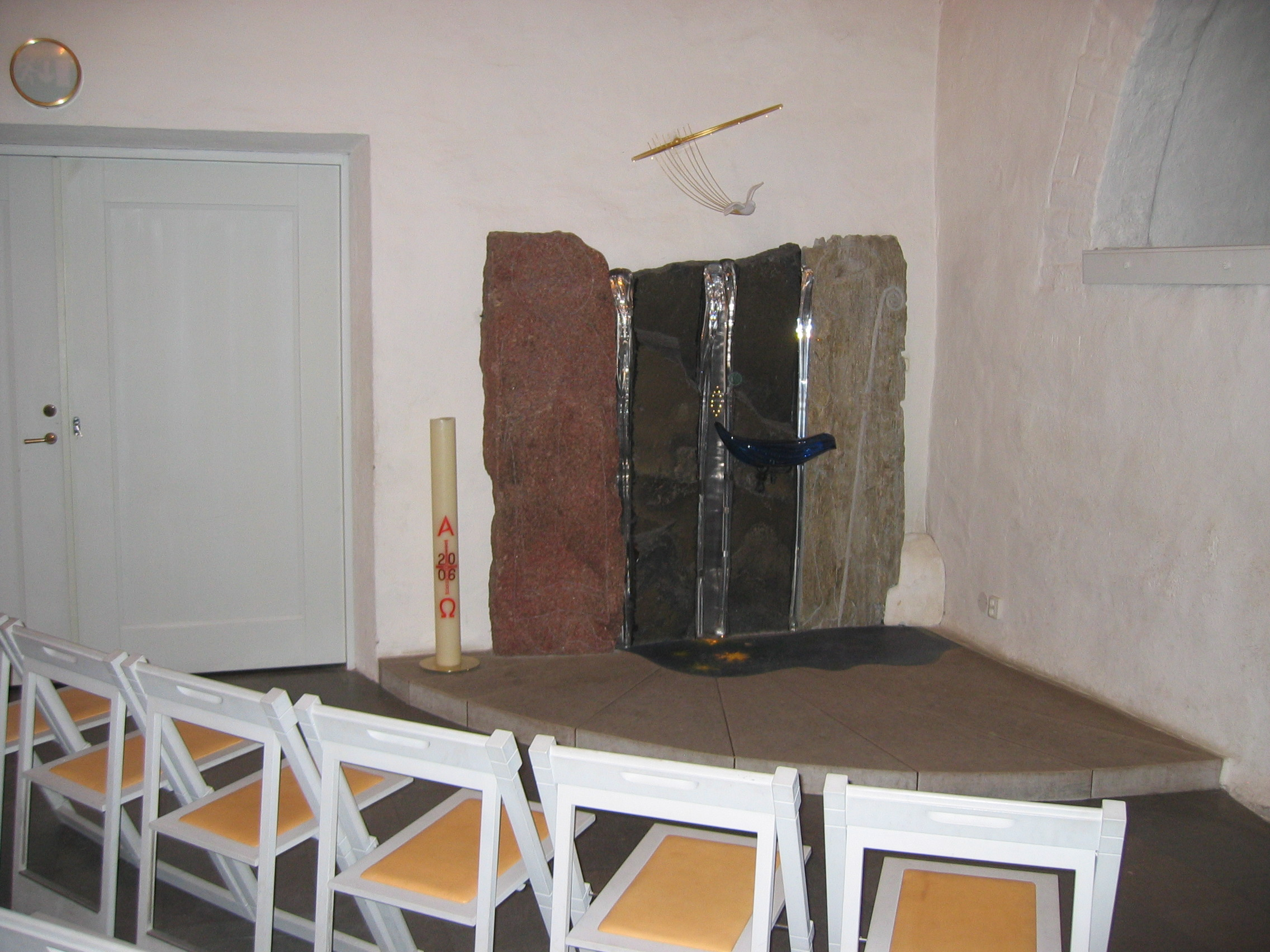
... i nowoczesna chrzcielnica.

Katedra w Växjö (szw. Växjö domkyrka) – kościół położony w Växjö, region terytorialny Kronoberg, region historyczny Smalandia. Kościół diecezjalny diecezji Växjö i parafialny w parafii katedralnej Växjö domkyrkoförsamling szwedzkiego kościoła ewangelicko-luterańskiego.
Początki katedry sięgają czasów średniowiecza, jednak swój obecny wygląd zawdzięcza ona w dużym stopniu XIX- i XX-wiecznym restauracjom.
Katedra leży w centrum miasta, w Linné park (Parku Linneusza) blisko jeziora Växjö w miejscu, które pierwotnie było półwyspem, dopóki poziom wód w jeziorze nie obniżył się (1814).
Choć katedra jest stosunkowo niewielka, jeśli chodzi o rozmiary, dominuje do dziś w panoramie miasta a jej wieża mierząca 69,5 m jest najwyższym punktem Växjö.
Katedra ma status zabytku sakralnego według rozdz. 4 Kulturminneslagen (pol. Prawo o pamiątkach kultury) ponieważ została wzniesiona do końca 1939 (3 §).

## Historia i architektura
Katedra w Växjö została zbudowana z cegły oraz z ciosu kamiennego, wyciętego w formie cegły, choć większego rozmiarami. Jej korzenie sięgają wczesnego średniowiecza. Najstarszy znany kościół istniał jako siedziba biskupa już w XII w. i był związany z legendą o św. Zygfrydzie. Sarkofag z jego relikwiami był przechowywany w katedrze do XVII w., po czym na polecenie ówczesnego biskupa został zniszczony.
Pozostałością tej pierwszej budowli jest masywna romańska wieża zachodnia, zwieńczona w późniejszym okresie dwoma bliźniaczymi, smukłymi hełmami.
W 1276 katedra spłonęła po raz pierwszy. Odbudowano ją prawdopodobnie już w stylu wczesnogotyckim; nawy przekryto sklepieniem sklepienie krzyżowym, które występuje jednak już w architekturze romańskiej obok sklepienia kolebkowego (katedra w Lund).
W 1570 katedra została spalona przez Duńczyków. W latach 1585–1740 odbudowywano katedrę. Nakryto ją wówczas dachem czterospadowym a wieżę zachodnią zwieńczono dwoma hełmami. Wnętrze przebudowano w stylu renesansowym.
W 1740 katedra i wieża zostały uszkodzone w wyniku burzy i musiały być ponownie odbudowane.
W XIX w. znaleziono wmurowany w zewnętrzną ścianę prezbiterium kamień runiczny, ustawiony obecnie przed ścianą.
W latach 1849–1852 katedrę poddano daleko idącej przebudowie pod kierunkiem architekta Carla Georga Bruniusa. Wieża otrzymała cztery szczyty schodkowe, podobne szczyty zbudowano nad oknami naw bocznych. Szczyty te ozdobiono płaskimi reliefami w stylu neogotyckim. Zegary wieżowe umieszczono na jej szczytach; wieża nie posiadała hełmu.
W 1898 katedra przeszła kolejną restaurację.
W latach 1958–1960 katedrę poddano kompleksowej restauracji pod kierunkiem architekta Kurta von Schmalensee. Wówczas odzyskała ona swój wysoki dach i podwójny hełm, który miała w latach 1585-1740. Zrezygnowano natomiast z XIX-wiecznych szczytów schodkowych. Zachowano jedynie część blend w górnej partii wieży.
Ostatnia renowacja katedry miała miejsce w 1995.

## Wyposażenie
Podczas restauracji z lat 1958-1960 w okna katedry wstawiono nowe witraże, dzieło artystów Bo Beskowa, Erika Höglunda, E. Lundqvista i Jana Brazdy.
Dziełem tego ostatniego są również: ołtarz, ambona i chrzcielnica (1959). Ozdobny dywan wokół ołtarza zaprojektowała Ulla Gowenius w 1995 a wykonała Märta Måås-Fjetterström.
Nowoczesna nastawa ołtarzowa "Från mörker till ljus" (pol. "Od ciemności do światła") pochodzi z 2002 i jest dziełem artysty Bertila Valliena.
W północnej nawie katedry zachował się uratowany z pożaru w 1740 obraz Georga Engelharda Schrödera należący do ówczesnego ołtarza głównego.